# The Keyhole
The Keyhole ist ein US-amerikanischer Spielfilm aus dem Jahr 1933 mit Kay Francis in der Hauptrolle. Es ist der erste Film des Leinwandpaares Kay Francis und George Brent.

## Handlung
Anne Brooks ist mit dem wesentlich älteren, aber sehr reichen Schyler Brooks verheiratet. Eines Tages wird sie von ihrem Ex-Ehemann Maurice unter dem Vorwand, er würde sonst Selbstmord begehen, in eine kompromittierende Situation gelockt und erpresst, nachdem Maurice ihr enthüllt, dass beide gar nicht legal geschieden sind. Anne flieht unter ihrem Geburtsnamen vor dem Skandal nach Havanna und trifft an Bord des Schiffs auf Neil Davis, einen Detektiv, den ihr Mann als Beobachter hinter Anne her gesandt hat. Beide verlieben sich und nachdem Annes erster Mann den Tod findet und ihr jetziger Gatte in die Scheidung einwilligt, können Neil und Anne eine gemeinsame Zukunft genießen.

## Hintergrund
1932 war das annus mirabilis für Kay Francis, die nicht nur von Paramount und dem Status einer Nebendarstellerin als Star und mit höheren Gagen zu Warner Brothers gewechselt war. Sie hatte auch in zwei ihrer besten Filme überhaupt mitgewirkt: Reise ohne Wiederkehr neben William Powell und Ärger im Paradies, für den sie Ernst Lubitsch persönlich zurück zu Paramount geholt hatte. Im Folgejahr war Francis bereits fest etabliert als populäre Darstellerin romantischer Liebesgeschichten. Das Studio gab der Schauspielerin mit The Keyhole erneut eine Geschichte, die all die Komponenten enthielt, die die weiblichen Fans erwarteten: gefühlvolle Abenteuer vor luxuriösem Hintergrund, dramatische Verwicklungen, einen eleganten Helden und ein Happy End. Francis, die den Ruf einer bestangezogenen Frauen des Filmgeschäfts hatte, wechselte im Verlauf der knapp 70-minütigen Handlung dreiundzwanzigmal die Garderobe.
Der Film präsentierte Francis erneut als selbstbewusste Frau, die allen Schicksalsschlägen offen gegenübersteht und eigene Ideen zum Leben und zur Liebe im Besonderen hat. Als sie ihren Ex-Mann zu Beginn der Handlung statt im Sterben gesund und munter antrifft, meint sie sarkastisch:

„Das nächste Mal, wenn Du versuchst, Dich umzubringen, sag mir Bescheid. Ich werde Dir liebend gerne dabei helfen.“

The Keyhole brachte Francis zum ersten Mal mit George Brent zusammen, der ebenfalls im Vorjahr zu Ruhm gekommen war. Ursprünglich hatte das Studio versucht, William Powell für den männlichen Part zu nehmen, doch der Schauspieler weigerte sich. Francis und Brent bildete in der Folge ein populäres Leinwandpaar.
Das Studio drehte den Film in 25 Tagen mit einem Budget von lediglich 167.000 US-Dollar, was dem Durchschnitt einer Warner-Produktion entsprach, jedoch noch unter dem Wert lag, den MGM für einen B-Film ausgab. Der Werbeslogan für den Film lautete etwas unsubtil:

„Sehen Sie diesen Film nicht, wenn Sie Angst davor haben, zu erfahren, was auf der anderen Seite des Schlüssellochs ist.“

Der Stoff wurde von Regisseur Michael Curtiz 1948 erneut unter dem Titel Zaubernächte in Rio verfilmt und machte aus Doris Day, die ihr Leinwanddebüt gab, einen Star.

## Kritik
Der New York Times gefielen Film und Star:

„(Die Handlung) hat ihre amüsanten Momente. Miss Francis spielt ihre Rolle mit der notwendigen Leichtigkeit.“

Im Los Angeles Examiner war ähnlich Positives zu lesen:

„Abgesehen von den gewohnt zahlreichen Kleidern für Miss Francis, ist Kay wohl eine der angenehmsten und gewinnendsten Persönlichkeiten, die die Leinwand zu bieten hat. Die völlige Fehlen von Künstlichkeit macht Miss Francis so erfrischend anders.“

## Kinoauswertung
Die Produktionskosten lagen bei lediglich 167.000 US-Dollar, was indes dem üblichen Schnitt für einen Kay-Francis-Film der Zeit entsprach. In den USA spielte The Keyhole 301.000 US-Dollar ein, zu denen weitere 227.000 US-Dollar aus dem Ausland kamen. Die Gesamteinnahmen lagen bei 528.000 US-Dollar.